# Telford (circonscription britannique)
Circonscription parlementaire de la Chambre des communes
La circonscription de Telford est une circonscription située dans le Shropshire. Comme son nom l'indique, elle correspond en partie à la ville de Telford et représentée à la Chambre des communes du Parlement britannique.

## Géographie
La circonscription comprend :
- La ville de Telford
  - Les quartiers de Trench, St George's and Priorslee et Woodside
- Les villes de Dawley et Madeley
- Le village et paroisse civile de Horsehay
- Le lieu d'Ironbridge Gorge

## Députés
Les Members of Parliament (MPs) de la circonscription sont :
| Législature                 | Années       | Député       | Député        | Parti        |
| --------------------------- | ------------ | ------------ | ------------- | ------------ |
| Telford issue de The Wrekin |              |              |               |              |
| 52e                         | 1997–2001    |              | Bruce Grocott | Travailliste |
| 53e                         | 2001–2005    | David Wright |               | Travailliste |
| 54e                         | 2005–2010    | David Wright |               | Travailliste |
| 55e                         | 2010–2015    | David Wright |               | Travailliste |
| 56e                         | 2015–2017    |              | Lucy Allan    | Conservateur |
| 57e                         | 2017–2019    |              | Lucy Allan    | Conservateur |
| 58e                         | 2019–Présent |              | Lucy Allan    | Conservateur |

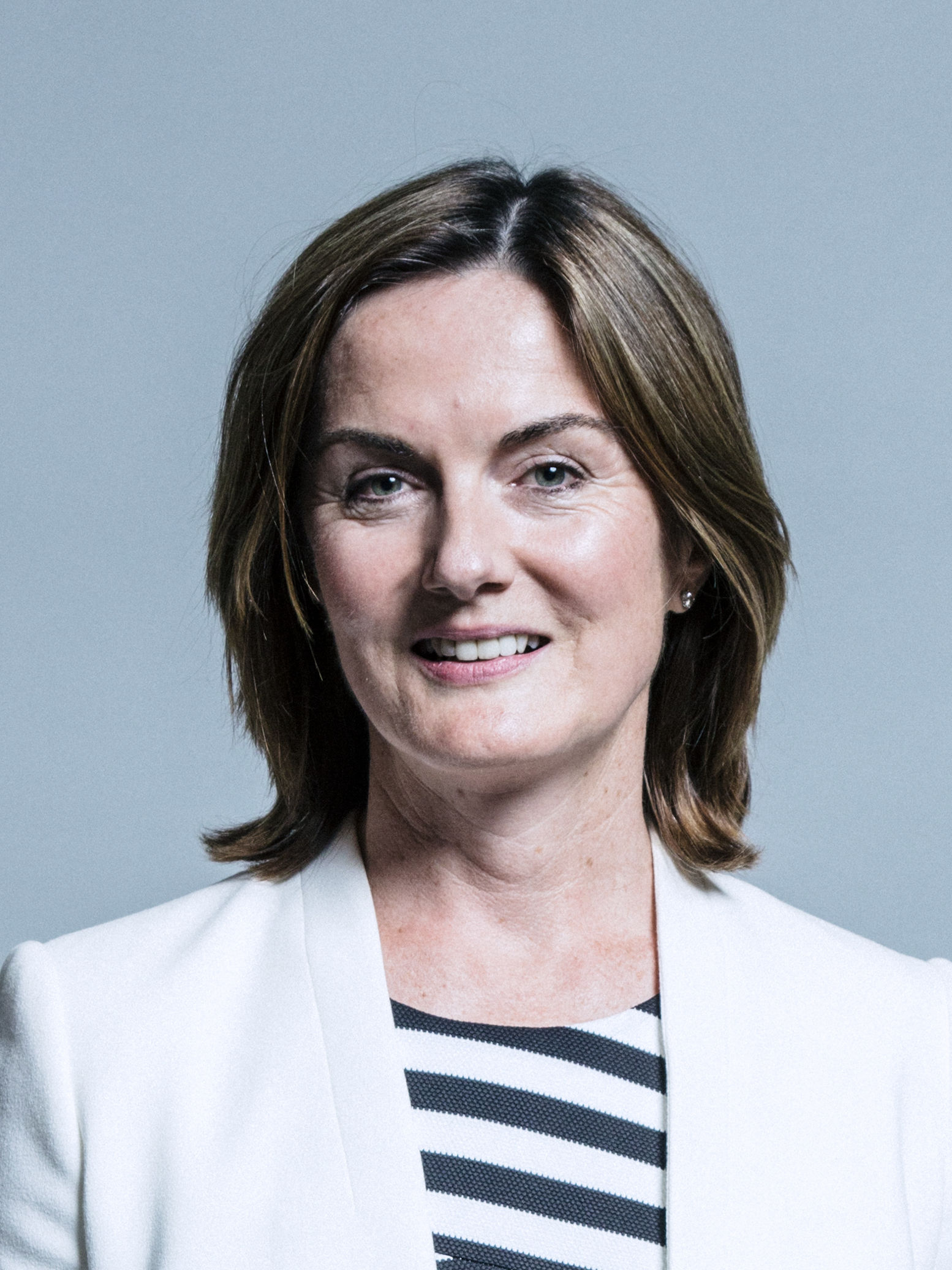
Lucy Allan (2015-Présent)